# شوكميبة فلسطينية
شوكميبة فلسطينية (الاسم العلمي: Acanthamoeba palestinensis) هي نوع من الطلائعيات تتبع جنس الشوكميبة من فصيلة الشوكميبات.